# American Society of Cinematographers
Pour les articles homonymes, voir ASC.
 (janvier 2021).
Si vous disposez d'ouvrages ou d'articles de référence ou si vous connaissez des sites web de qualité traitant du thème abordé ici, merci de compléter l'article en donnant les références utiles à sa vérifiabilité et en les liant à la section « Notes et références ».
L'American Society of Cinematographers (ASC) est une société de l'industrie cinématographique américaine regroupant les directeurs de la photographie de films, fondée en 1918.
L'adhésion s'y fait par invitation et n'est ouverte qu'aux directeurs de la photographie et aux experts en effets spéciaux renommés dans l'industrie du film, et les membres peuvent alors ajouter les lettres post-nominales « ASC » à leur nom. L'adhésion à l'ASC est devenue un des plus grands honneurs qui peuvent être accordés à un directeur de la photographie professionnel, un signe de prestige.
Elle remet chaque année les American Society of Cinematographers Awards (ASC Awards).

## Historique
Son histoire remonte au Cinema Camera Club de New York fondé par Phil Rosen, Frank Kungler et Lewis W. Physioc et au Static Club de Los Angeles fondé par Charles Rosher et Harry H. Harris. Ces deux clubs ont été créés en 1913 et ont fusionné en une organisation nationale en 1918 lorsque Rosher et Rosen se sont installés à Los Angeles. L'ASC a été déclarée dans l'État de Californie en janvier 1919 et se targue d'être « la plus ancienne organisation du cinéma ayant fonctionné sans interruption dans le monde. ». L'année suivante, on voit pour la première fois apparaître les lettres « ASC » dans un générique après le nom de Joe August, à l'occasion du western Son meilleur ami réalisé par Lambert Hillyer, sorti le 20 juin 1920.

## Publications
L'année 1920 a aussi marqué la naissance du magazine American Cinematographer, un magazine toujours imprimé aujourd'hui. Le magazine est centré sur les techniques cinématographiques et donne une grande place aux interviews d'équipes image de films. Il permet ainsi aux directeurs de la photographie de découvrir comment le style visuel particulier de certains films a été obtenu.
Après le magazine, la plus connue des publications de l'ASC est l'American Cinematographer Manual, parfois nommé la bible des gens d'image. Sa première édition a été publiée en 1935 par Jackson Rose sous le titre The American Cinematographer Hand Book and Reference Guide, et il a évolué vers le Cinematographic Annual, seulement publié deux fois, en 1930 et 1931. Le manuel de Rose a connu 9 rééditions dans les années 1950, et c'est de celles-ci qu'est dérivé l’American Cinematographer Manual. La première édition du nouveau manuel a été publiée en 1960 ; elle en est en 2004 à sa 9e réédition.

## Membres fondateurs
- Phil Rosen
- Homer Scott
- William C. Foster
- L.D. Clawson
- Eugene Gaudio
- Walter L. Griffin
- Roy H. Klaffki
- Charles Rosher
- Victor Milner
- Joe August
- Arthur Edeson
- Fred LeRoy Granville
- J.D. Jennings
- Robert Newhard
- L. Guy Wilky

## American Society of Cinematographers Awards
Depuis 1987, l'ASC remet des prix pour récompenser les meilleurs directeurs de photographie au cinéma et à la télévision.